# 郑勇
郑勇（1980年8月—2020年2月5日），湖北省襄阳市南漳县公安局民警，中国共产党党员。在抗击新冠肺炎疫情期间，因过于劳累诱发急性肝衰竭去世，终年40岁。

## 生平
郑勇于1996年参加公安工作，2016年参加交通管理工作。新冠肺炎疫情发生后，郑勇在一线身体出现了不适，在医院抢救途中诊断为急性肝衰竭，终因病情恶化殉职，年仅40岁。2020年2月11日，公安部部长赵克志签署命令，追授湖北省南漳县公安局交警大队三级警长郑勇“全国公安系统二级英雄模范”荣誉称号。